# 俄羅斯的庫爾德人
庫爾德人，根據俄羅斯2010的人口普查有63,818人生活在俄羅斯，在2002年，俄羅斯有19600個庫爾德穆斯林和31000個庫爾德雅茲迪。
在19世紀初，俄羅斯帝國的主要目標是確保庫爾德人在俄羅斯帝國反對波斯和奧斯曼帝國的戰爭中保持中立。在19世紀初當外高加索被併入俄羅斯帝國時庫爾德人在高加索定居。在20世紀，庫爾德人在奧斯曼帝國和波斯遭到迫害導致他們往俄羅斯，俄羅斯當局讓庫爾德人定居在俄羅斯和亞美尼亞。根據1897年的人口普查俄羅斯，99,900庫爾德人居住在俄羅斯帝國。
阿卜杜拉·奧賈蘭曾於1998年，往俄羅斯尋求庇護。